# Марино (футбольный клуб)
«Марино» (исп. Club Marino de Luanco) — испанский футбольный клуб из города Луанко, в пригороде Госона, в провинции и автономном сообществе Астурия. Клуб основан в 1931 году, домашние матчи проводит на стадионе «Мирамар», вмещающем 3 500 зрителей. В Примере и Сегунде команда никогда не выступала, лучшим результатом является 5-е место в Сегунда B в сезоне 2001/02.

## Сезоны по дивизионам
- Сегунда B — 14 сезонов
- Терсера — 29 сезонов
- Региональная лига — 47 сезонов

## Достижения
- Терсера
  - Победитель (3): 1998/99, 2000/01, 2010/11